# 中原広
中原 広（なかはら ひろし、1958年7月24日 - ）は、日本の財務官僚。第46代国税庁長官。
東京都出身。東京教育大学附属高等学校から東京大学文科一類に入学。1981年に同大学法学部を卒業。弁論部部長。東大法学部を卒業後は大蔵省に入省。理財局資金第一課に配属。1983年9月大臣官房調査企画課、1984年7月郵政省通信政策局宇宙通信企画課、1986年7月浜田税務署長。
1988年7月銀行局総務課長補佐（企画）、1989年6月主計局総務課長補佐（企画）、1990年7月主計局主計企画官補佐（調整第一、三係主査）、1991年6月主計局主計官補佐（農林水産第二係主査）、1992年7月主計局主計官補佐（農林水産第三係主査）、1993年7月主計局主計官補佐（農林水産第一係主査）。
1995年7月熊本県企画開発部長、1998年6月理財局総務課たばこ塩事業室長、2001年1月6日金融庁監督局総務課金融危機対応室長、2002年7月金融庁総務企画局参事官（監督局金融危機担当）、2004年7月財務省理財局計画官（総務、農林水産・環境、地方企画、地方指導調整、地方係担当）。
2005年7月大臣官房政策金融課長、2006年7月大臣官房政策金融課長兼内閣官房内閣参事官（内閣官房副長官補付）兼内閣官房行政改革推進室参事官兼内閣官房行政改革推進本部事務局員、2007年7月10日大臣官房総合政策課長、2007年9月26日大臣官房文書課長、2009年7月14日主計局次長（末席）（公共事業、防衛、文部科学の予算と法規課を所管し、給与共済課も担当）、2010年7月30日主計局次長（次席）、2011年8月2日主計局次長（筆頭）、2013年6月28日財務総合政策研究所長、2014年7月4日理財局長を経て、2015年7月7日国税庁長官に就任。2016年6月17日退官。
2016年9月21日株式会社エポック社顧問。2016年10月1日信金中央金庫顧問、2017年6月21日理事、同年10月1日専務理事。2017年6月28日株式会社シグマクシス取締役。